# 3.4GHz帯
3.4GHz帯（さんてんよんギガヘルツたい）とは、主に携帯電話（NTTドコモ、ソフトバンク、au(KDDI/沖縄セルラー)）に使用されている周波数帯である。3.5GHz帯とも言う。

## 概要
- 4G向けTDDバンド(バンド42)である。
- 4G向けの周波数として多くの国で利用される事となった[1]事から日本国内においても4G向けの周波数として確保され、各携帯電話会社へ割り当てが行われている。
- 本周波数は従来から利用されてきた携帯電話用の周波数に比べてかなり高く面的なエリア展開が難しい事から、各社ともに他の周波数帯と組み合わせた利用をしており、本周波数単独での人口カバー率等のエリア展開に関する目標値は設定されていない。
- au(KDDI/沖縄セルラー)とソフトバンクは、一部帯域を5Gに転用する事を発表している。[2][3]

### 利用周波数
- ソフトバンク
  - TDD : 3400 - 3440 MHz (40MHz)
  - TDD : 3560 - 3600 MHz (40MHz)
- NTTドコモ
  - TDD : 3440 - 3480 MHz (40MHz)
  - TDD : 3480 - 3520 MHz (40MHz)
- au(KDDI/沖縄セルラー)
  - TDD : 3520 - 3560 MHz (40MHz)

## 注記
1. ↑  4G向け周波数、日本は3.4～3.6GHz帯利用へ
2. ↑  5Gサービスエリアの拡大予定について | スマートフォン・携帯電話 | au
3. ↑  LTE周波数帯の700MHz・1.7GHz・3.4GHz帯を利用した5Gサービスを2月15日から順次提供開始 ソフトバンク株式会社